# Vindinge (gmina Nyborg)
Vindinge – wieś w Danii, w regionie Dania Południowa, w gminie Nyborg. Według Urzędu Statystycznego Danii, 1 stycznia 2018 roku miejscowość liczyła 438 mieszkańców.